# Suore di Sant'Anna (Phirangipuram)
Le Suore di Sant'Anna, dette di Phirangipuram (in inglese Sisters of Saint Anne; sigla S.S.A.), sono un istituto religioso femminile di diritto pontificio.

## Storia
Le origini della congregazione si ricollegano con quelle dell'omonimo istituto fondato a Madras nel 1863.
Nel 1882 le suore di Madras aprirono a Phirangipuram una filiale che si rese autonoma nel 1897, dando inizio a un istituto autonomo, che si diffuse rapidamente nelle diocesi di Kurnool, Hyderabad e Visakhapatnam. Le sue costituzioni furono approvate nel 1939.

## Attività e diffusione
Le suore si dedicano all'educazione della gioventù, alla cura dei malati, all'assistenza ai poveri, all'aiuto ai sacerdoti nelle parrocchie.
Oltre che in India, sono presenti in Germania, Ghana, Italia e Stati Uniti d'America; la sede generalizia è a Hyderabad.
Alla fine del 2015 l'istituto contava 436 religiose in 72 case.